# ブラインドカーボンコピー
ブラインドカーボンコピー（英語: Blind Carbon Copy ; Bcc ; BCC）は、電子メールの機能の一種で、複数の利用者あてに電子メールを同時送信する際、受取人以外の送信先メールアドレスを伏せて送信することである。

企業が顧客に一斉送信するような場合にも用いられるが、勘違いや操作ミスなどから誤ってBccでなくCcしてしまう場合があり、使用には相当な注意が必要である。また、複数の異なる動作例が、RFC733にて言及されている。